# Gare de Takino

La gare de Takino (滝野駅, Takino-eki) est une gare ferroviaire localisée dans la ville de Katō, dans la préfecture de Hyōgo au Japon. La gare est exploitée par la compagnie JR West, sur la ligne Kakogawa.

## Service des voyageurs

### Accueil
La gare de Takino est une gare disposant d'un quai et d'une voie.

| N° de voie | Ligne      | Direction                |
| ---------- | ---------- | ------------------------ |
| 1          | ▆ Kakogawa | Ao/Nishiwakishi/kakogawa |

## Gares/Stations adjacentes
| JR West            |                |                |                |                    |
| Direction Kakogawa | Ligne Kakogawa | Ligne Kakogawa | Ligne Kakogawa | Direction Tanikawa |
| Yashirochō         |                | Local 普通     |                | Taki               |